# 4분 33초
〈4분 33초〉는 아방가르드 작곡가 존 케이지가 1952년 작곡한 피아노를 위한 작품으로, 연주 시간 동안 아무 연주도 하지 않는 음악 작품으로 유명하다.

## 동기
1951년에 존 케이지는 하버드 대학의 무향실을 간 적이 있었는데, 케이지는 그 방이 조용할 것으로 기대했지만, 그는 후에 이렇게 썼다. “높은 소리와 낮은 소리, 두 개의 소리를 들었다. 공학자한테 이 이야기를 하자 그는 나에게 높은 소리는 내 신경계가 돌아가는 소리이고, 낮은 것은 혈액이 순환하는 소리라고 말했다.” 무엇이 진실인지를 떠나서, 그는 완벽히 소리가 나지 않을 것이라고 생각한 곳에서 소리를 들은 경험을 한 것이다. “내가 죽을 때까지도 소리는 남아 있을 것이다. 내가 죽은 후에도 그것은 계속 있을 것이다. 음악의 미래에 대해서 두려워 할 필요는 없다.” 절대적인 무음은 없다는 발견이 존 케이지로 하여금 〈4분 33초〉를 쓰게 한 계기가 되었다.
이 작품이 미술에 영향을 받은 것이라는 주장도 있다. 존 케이지의 친구 로버트 라우쉔버그(Robert Rauschenberg)가 빈 캔버스를 전시한 적이 있었던 것이다. 그 작품은 걸려 있는 곳의 조명 상태나 이를 바라보는 사람들의 그림자 등에 의해 모습이 바뀐다. 이것이 케이지에게 주변의 소리를 반영할 수 있는 ‘소리로 된 빈 캔버스’를 쓰게 만든 영감을 주었을지도 모른다. 한편, 존 케이지의 이전 작품에도 '침묵'은 중요한 요소로 사용되어 왔다. 그는 라우셴버그의 <흰색 회화>가 '4분 33초'라는 작품을 제작할 '용기'를 주었다고 언급한 바 있다. 그렇지 않으면 음악이 뒤처질지도 모른다고 판단했다는 것이다. 그러나 사실상 존 케이지의 이 혁신적인 작품은 당시 음악계의 주류에서 외면당했고, 이 작품을 통해 새로이 발견된 사운드의 새로운 가능성은 시각예술가들에 의해 적극적으로 수용되면서 오늘날의 탈경계적인 예술양상의 시발점이 되었다고 볼 수 있다.

## 작품
〈4분 33초〉는 세 개의 악장으로 되어 있고, 각 악장의 악보에는 음표나 쉼표 없이 TACET(연주하지 말고 쉬어라)라는 악상만이 쓰여 있다. 악보에는 음악의 길이에 대한 지시가 따로 없다. 처음 연주했을 때에는 시간을 무작위로 결정하여 1악장을 33초, 2악장을 2분 40초, 3악장을 1분 20초씩 연주하였다.
〈4분 33초〉는 1952년 8월 29일 뉴욕주 우드스탁에서 David Tudor의 연주로 초연됐다. 연주자는 피아노 앞에 앉아서 피아노 뚜껑을 열었다. 몇분 뒤 그는 뚜껑을 다시 닫았다. 피아니스트는 뚜껑을 열었다가 다시 닫고 자리에서 일어났다. Richard Kostelanetz는 실험음악의 권위를 가진 연주자 David Tudor라면 청중들이 우연히 소리를 내도록 유도하는 것이 비음악적인 소리로 작품을 쓰는 것으로 유명한 존 케이지의 음악에 부합했을 것이라고 했다. 하지만 연주자와 청중이 소리를 죽이고 있다고 하더라도 콘서트 홀에는 소리가 있는 것이다. 이 작품은 아직도 음악의 정의에 대한 도전으로 여겨진다.